# Bareback sex
Bareback sex er analt ubeskyttet samleje, især mellem mænd.
Udtrykket stammer fra bøsse-miljøet og kommer fra engelsk, hvor riding bareback betyder at ride uden saddel. Går under navnet BB på internetfora for mænd, der søger sexpartner. Aktiviteten benævnes også "barebacking".
| Sex | Spire Denne artikel om sex eller sexologi er en spire som bør udbygges. Du er velkommen til at hjælpe Wikipedia ved at udvide den. |